# Karl Zsigmondy
Karl Zsigmondy (Viena, 27 de março de 1867 — Viena, 14 de outubro de 1925) foi um matemático austríaco de etnicidade húngara.
Filho de Adolf Zsigmondy de Pozsony, Reino da Hungria (atualmente Bratislava, Eslováquia), sua mãe foi Irma von Szakmáry de Martonvásár, Reino da Hungria. Irmão de Richard Adolf Zsigmondy, Nobel de Química de 1925.
Estudou (1886–1890) e trabalhou (1894–1925) na Universidade de Viena. Após o doutorado, em 1890, estudou na Universidade de Berlim, Universidade de Göttingen e na Sorbonne, retornando a Viena em 1894. Descobriu o teorema de Zsigmondy em 1882.